# Grup 10 de la taula periòdica
Els elements del Grup 10 de la taula periòdica són: 
- Níquel (28)

- Pal·ladi (46)

- Platí (78)

- Darmstadti (110)

Codificació de color de la taula de la dreta: Metalls de transició
El color negre del nombre atòmic indica que tots són sòlids a temperatura ambient, excepte el darmstadti, en el qual el color vermell ens indica que és un element sintètic i que no es troba a la natura.